# نادي توكسون
نادي توكسون (بالإنجليزية: FC Tucson)‏ هو نادي كرة قدم أمريكي تأسس في 2010 في توسان، أريزونا. ويلعب هذا الفريق في بطولة الدوري الأمريكي الدرجى الأولى.